# 川崎市立白幡台小学校
川崎市立白幡台小学校（かわさきしりつしらはただいしょうがっこう）は、神奈川県川崎市宮前区南平台にある公立小学校。

## 沿革
出典
- 1971年（昭和46年）11月25日 - 校名と学区域が決定。
- 1972年（昭和47年）
  - 3月7日 - 校舎完成。
  - 4月1日 - 開校。
  - 4月5日 - 最初の始業式と第1回入学式挙行。
  - 4月10日 - 入校式挙行。向丘小学校から355名、菅生小学校から81名が本校に転籍。
  - 12月5日 - 校章と校歌を制定。開校記念式典挙行。
- 1973年（昭和48年）
  - 2月1日 - 第2期増築校舎竣工。
  - 7月13日 - 体育館完成。
- 1974年（昭和49年）7月13日 - プール完成。
- 1975年（昭和50年）3月25日 - 校舎増築12教室完成。
- 1978年（昭和53年）12月2日 - 校庭造成工事完了。
- 1981年（昭和56年）11月24日 - 創立10周年記念式典挙行。
- 1982年（昭和57年） 
  - 8月25日 - 放送スタジオ完成。音楽室内装と便所換気扇設置工事が完了。
  - 12月22日 - 防球ネット完成。
- 1984年（昭和59年）9月22日 - 米飯給食実施に伴う給食室設備整備工事実施。
- 1988年（昭和63年）3月31日 - 体育館放送設備取替と体育館外装工事、プール用更衣室、便所等小屋竣工。体育館出入口通路改修工事。
- 1989年（平成元年）
  - 9月28日 - 第1期窓枠アルミサッシ化完了。特別教室（視聴覚室・多目的教室・図工室・音楽室・図書室）改修工事。
  - 10月31日 - 校庭全面改修工事完了。
- 1990年（平成2年）
  - 9月27日 - 体育館床張替工事。
  - 10月4日 - 第2期窓枠アルミサッシ化完了。
  - 10月11日 - テレビ放送スタジオ、校庭用放送設備新設。
- 1991年（平成3年）10月26日 - 創立20周年記念式典挙行。
- 1992年（平成4年）
  - 9月12日 - 学校週5日制「遊びの広場」開始。
  - 9月17日 - 給食緒調理用ボイラー室新設、ゴミ容器置場新設。
  - 12月3日 - 本館東階段・新館手すり、渡り廊下スロープを新設（新館側）。
- 1993年（平成5年）。
  - 3月9日 - 生活科学習用流水池本体工事。
  - 4月2日 - 校舎本館1階廊下・職員室塗装。
  - 7月20日 - 管理室全面改修、事務センター・用務員室・校長室新設。
- 1994年（平成6年）11月29日 - 「潜龍」碑建立了。
- 1995年（平成7年）3月3日 - 用務員作業所新設。
- 1996年（平成8年）7月10日 - プールサイドマット新設。
- 1998年（平成10年）
  - 1月 - 新館外装塗装完了。
  - 8月6日 - 落雷被災により、電気・通信ライン修理。
- 1999年（平成11年）10月 - コンピュータルーム設置。
- 2000年（平成12年）
  - 3月25日 - 新館教材室を防災倉庫に転用。
  - 3月30日 - 給食調理員専用トイレ設置工事。
  - 3月31日 - 昇降口マット全面張り替え。
- 2001年（平成13年）
  - 3月 - 「池ちゃん池」改修。創立30周年シンボルマーク・スローガン・記念歌作成。校旗再制作。
  - 11月17日 - 創立30周年記念式典挙行。
- 2002年（平成14年） 夏季休業中 - 新館耐震と給食室改修の両工事。
- 2003年（平成15年）
  - 3月14日 - 附属幼稚園終園式挙行。
  - 4月1日 - わくわくプラザ開設。
  - 5月 - 本館4階5教室に扇風機設置。
  - 夏季休業中 - 本館耐震工事。
- 2004年（平成16年）
  - 4月 - 職員室隣に印刷室設置。
  - 夏季休業中 - 新館耐震工事。
- 2005年（平成17年）
  - 4月 - 学校2学期制試行実施。
  - 7月 - 「わくわくプラザ」別棟建設。
  - 夏季休業中 - サマースクール実施。
- 2006年（平成18年）3月 - 全普通教室に扇風機設置。
- 2008年（平成20年）7月 - 校庭側溝。
- 2009年（平成21年）
  - 5月16日 - 全普通教室のエアコン化工事開始。
  - 12月26日 - 本館階段天井改修。
  - 12月28日 - 給食室床改修。
- 2010年（平成22年）5月8日 - この日から5月29日まで、非常階段改修工事実施。
- 2011年（平成23年）
  - 2月19日 - この日から3月17日まで、体育倉庫改修工事実施。
  - 3月11日 - 14時46分頃に発生した東北地方太平洋沖地震（東日本大震災）により、保護者による児童引取下校実施。最後の児童が引き渡しされたのは23時30分だった。また、地震の影響により、23時30分まで停電した。
  - 3月13日 - 地震による、新館環境整備。
  - 3月14日 - 地震により、臨時休校の措置を採る。
  - 3月17日 - この日と3月18日・3月23日の3回、計画停電実施。
  - 7月25日 - この日から8月25日まで、新館の床と壁の改修工事実施。
  - 9月17日 - 本館の水道管新設工事。
  - 11月19日 - 創立40周年記念式典挙行。
- 2012年（平成24年）10月17日 - 西門前舗装改修工事。
- 2013年（平成25年）
  - 1月26日 - 新館2階教室・廊下の蛍光灯増設工事。
  - 2月13日 - 新館2階に洋式便所設置。
  - 3月15日 - エレベーター設置。
  - 3月27日 - 体育館水銀灯増設・スイッチ新設。
- 2014年（平成26年）11月15日 - フェスタしらはた開催。
- 2015年（平成27年）1月6日 - この日から3月31日まで、外壁舗装工事実施。
- 2021年（令和3年）12月4日 - 創立50周年記念式典挙行[2]。

## 教育目標
心身ともにたくましく、自ら学ぶ子どもの育成
- （知）しっかり学ぶ
  - 自ら学び、自ら考える力を培い、よりよく問題を解決する実践力のある子どもを育成します。
- （徳）ゆったりかまえる
  - 自らを律しつつ、他と協調し、他を思いやる心や感動する心など、豊かな人間性や社会性の備わった子どもを育成します。
- （体）たっぷりうごく
  - 心身ともに健康で活力のある子どもを育成します。

## 通学区域
出典
- 宮前区
  - 白幡台1丁目（全域）
  - 白幡台2丁目（全域）
  - 平4丁目（6番）
  - 南平台（全域）
  - 初山2丁目（9番10号～9番22号、10番21号～10番49号、10番51号～16番、23番60号～23番63号）

## 進学先中学校
出典
- 川崎市立犬蔵中学校

## 学校周辺
- 白幡台第一公園 - 敷地が隣接
- 白幡台住宅
- 南平台公園
- 南平台なかよし公園
- JR武蔵野線（貨物線） - ただし、地下を通る。
- 東名高速道路
  - 東京料金所
  - 東名向ヶ丘バス停

## 交通
- 川崎市営バス「溝15」・「溝16」・「た83」、東急バス「た83」の各系統で、「南平」バス停下車後、
  - 蔵敷・宮前平駅・たまプラーザ駅方面行バス停から、徒歩約550m・約9分。
  - 溝口駅・向ヶ丘遊園駅方面行バス停から、徒歩約560m・約9分。
- 高速バス東名向ヶ丘バス停下車後、
  - 東京駅・新宿方面行バス停から、徒歩約930m・徒歩約14分。
  - 関西・名古屋駅・静岡駅・箱根方面行バス停から、徒歩約1.2km・約19分。
- 市営バス・東急バス「南平」バス停、高速バス「東名向ヶ丘」バス停共、直線距離では近いが、道路との関係で、やや遠回りとなる。

## 著名な出身者
- 斉藤光毅（サッカー選手）
- 今市隆二（三代目 J SOUL BROTHERS from EXILE TRIBE）[2]